# جيمي كويروس
جيمي كويروس (بالإسبانية: Jimmy Quiroz)‏ هو مدرب كرة قدم ولاعب كرة قدم تشيلي في مركز الهجوم، ولد في 27 مايو 1983 في مايبو في تشيلي. لعب مع ديبورتيس ماجالانز.